# William Roy Hodgson
El teniente coronel William Roy Hodgson (Kingston, 22 de mayo de 1892-Sídney, 24 de enero de 1958) fue un militar, funcionario público y diplomático australiano. Representó a Australia internacionalmente en muchas conferencias diplomáticas durante la Segunda Guerra Mundial, participó en la formación de la Asamblea General de las Naciones Unidas y fue miembro del comité de redacción de la Declaración Universal de los Derechos Humanos de las Naciones Unidas.

## Biografía
William Hodgson nació el 22 de mayo de 1892 en Kingston, Victoria. Se educó en la Escuela de Minas de Ballarat (Victoria) y formó parte de la primera promoción del Colegio Militar Real de Duntroon, creado en 1911 en el Territorio de la Capital Australiana.
Graduado en 1914, fue asignado a la Primera Fuerza Imperial Australiana y enviado a Egipto. Hodgson combatió en la campaña de Galípoli, donde se le llegó a dar por muerto al ser gravemente herido en una pierna por un francotirador turco. A consecuencia de la herida, Hodgson tendría que usar un bastón. Regresó a Australia en 1917 después de haber sido condecorado con la Croix de Guerre avec palme.
Fue adscrito al Estado Mayor General de la AMF, Cuartel General del Ejército, en Melbourne en 1918. Se casó con Muriel Daisy McDowell el 18 de octubre de 1919 en Christ Church, South Yarra, Melbourne. En 1925 se convirtió en jefe de la inteligencia militar y fue ascendido a mayor el 1 de enero de 1926.
En su tiempo libre, Hodgson había adquirido formación en contabilidad y estudiaba derecho en la Universidad de Melbourne, graduándose con una licenciatura en Derecho en 1929. Ese año fue trasladado durante seis meses a la Comisión de Desarrollo y Migración.
Renunció al servicio en la Fuerza de Defensa en 1934 y se le concedió el rango honorífico de teniente coronel, continuando su participación en la inteligencia militar hasta 1936. En 1934 se convirtió en secretario adjunto supervisando esa rama en el Departamento del primer ministro que se ocupaba de los asuntos exteriores. En 1935 Hodgson fue nombrado secretario del Departamento de Asuntos Exteriores. Como asesor de asuntos exteriores asistió a la Conferencia Imperial de 1937 en Londres. En el momento de su dimisión en 1945 como jefe del departamento había contribuido sustancialmente al desarrollo de un servicio diplomático profesional.

## Actividad diplomática y participación en las Naciones Unidas
En 1945 Hodgson sirvió como alto comisionado interino en Canadá y luego fue nombrado embajador en Francia. En ese año también asistió a la Conferencia de las Naciones Unidas sobre Organización Internacional en San Francisco y fue líder de la delegación australiana en la Comisión Preparatoria de las Naciones Unidas en Londres. También fue delegado australiano en la primera Asamblea General, celebrada en Londres en 1945-46, y representante australiano en el Consejo de Seguridad y en la Comisión de Derechos Humanos. También fue delegado australiano en los Tratados de Paz de París de 1947.
En 1946 la ONU estableció la Comisión de Derechos Humanos (véase Comité de Derechos Humanos), donde el teniente coronel Hodgson hizo una contribución significativa. Eleanor Roosevelt asumió la función de presidir la Comisión y se encargó de redactar la Declaración Universal de los Derechos Humanos, en la que Hodgson participó. Se interesó especialmente por la aplicación de los derechos humanos e impulsó la creación de un tribunal internacional para la presentación de denuncias. Como alternativa, Hodgson propuso que la declaración fuera legalmente ejecutable, lo cual no era una prioridad para otros miembros del comité.
En 1947 Hodgson fue nombrado jefe de la Misión australiana ante la ONU en Nueva York y también representó a Australia en la Comisión de Energía Atómica de las Naciones Unidas. Y en 1948 fue representante en la Comisión de las Naciones Unidas para los Balcanes, así como representante en el Consejo Económico y Social y delegado en la Asamblea General de las Naciones Unidas. Siguió participando en comisiones y delegaciones hasta su nombramiento como jefe de la Misión de Australia en Japón y como representante de la Commonwealth británica en el Consejo Aliado para Japón.
En 1949 fue nombrado alto comisionado en Sudáfrica y permaneció allí hasta 1956, regresando a Australia para jubilarse en 1957.
Hodgson fue nombrado oficial de la Orden del Imperio Británico (OBE) en 1934 y compañero de la Orden de San Miguel y San Jorge (CMG) en 1951.